# Karine Baillet
 (décembre 2016).
 (décembre 2016).
Karine Baillet, née le 23 juin 1975, est une athlète française spécialiste du Raid Multisports.

## Biographie

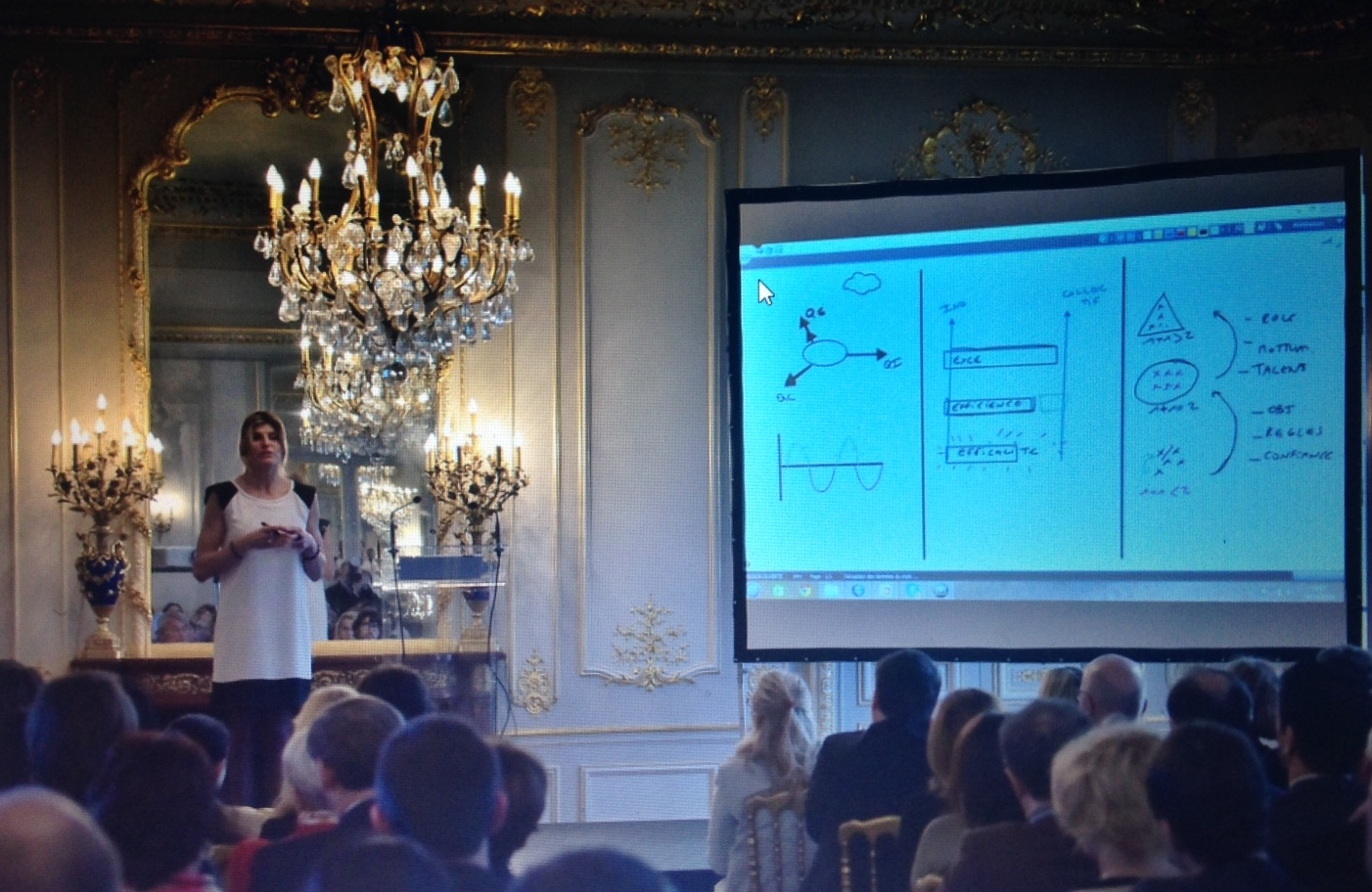
Karine Baillet en conférence.

Karine Baillet est une sportive spécialisée dans le Raid Multisport. Elle compte notamment à son palmarès deux podiums aux championnats du monde de raid multisports ainsi que dans d'autres compétitions de haut niveau.
Elle est la 1re femme à traverser la Manche sur quatre embarcations différentes, la 1re femme à participer en 2009 au Quaduro et à l’Enduropale du Touquet.
Elle pratique de nombreux sports tels que le VTT, le canoë, le kayak, le roller, la course à pied, l'athlétisme, la spéléologie, l'alpinisme, la natation, la planche à voile, le wakeboard, le catamaran, le kite surf. Elle est également pilote d'hélicoptère.
À côté de ses activités sportives, Karine Baillet travaille en tant que cheffe d’entreprise, conférencière, coach, enseignante, autrice et organisatrice d’événements.

## Reconversion

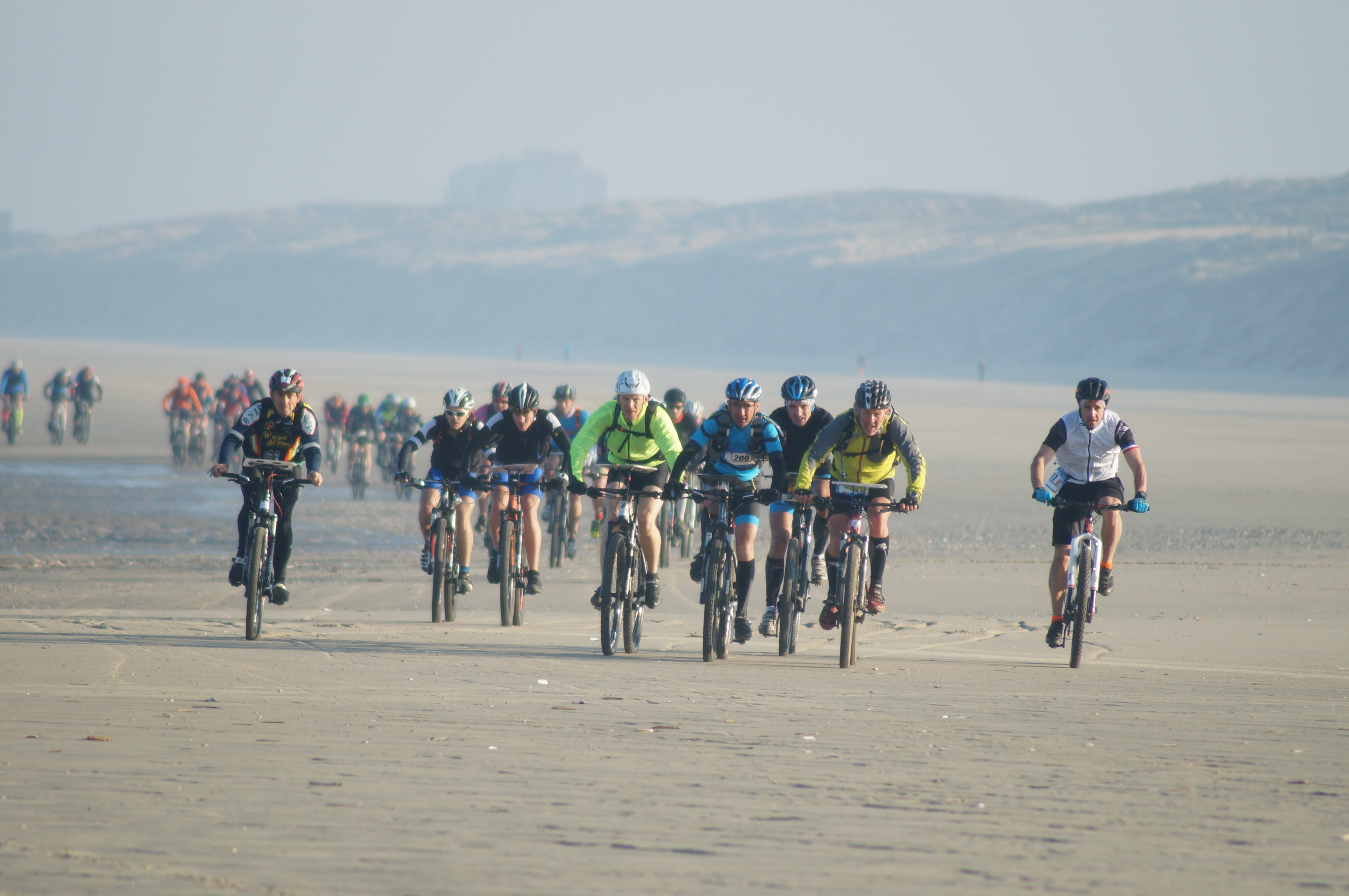
Touquet Raid Pas de Calais.

En 2001, Karine Baillet crée le Touquet Raid Pas de Calais. Les événements sportifs se sont multipliés avec le Touquet Bike&run, le Touquet Raid Amazones, le Trail D2B et plus récemment le Trail du Chemin de la Craie.
En 2008, Karine Baillet se reconvertit dans l'organisation de séminaires, teambuilding, conférences et formations.

## Palmarès
- 2002
  - Victoire sur le Raid Gauloises au Viêt Nam dans la Team VSD -Eider en 6 jours, 19 h et 14 min sur 1 008 km.
- 2003
  - Victoire sur le Raid Réunion Aventure à La Réunion
- 2004
  - 5e raid X-series États-Unis
  - 8e raid X-series France/Italie
  - 5e raid X-series Australie
  - Victoire sur le raid Réunion d’aventure
- 2005
  - Victoire sur le raid Oman Adventure
- 2006
  - Vice-championne du monde de raids avec son équipe Wilsa sport Helly Hansen à la suite du World ChampionShip du 9 au 16 septembre 2006 au Québec
  - Traversée de la Manche en wakeboard
  - 3e de la coupe du monde des raids France (juillet 2006 )
- 2007
  - 2e raid international ÉcoMotion au Brésil (octobre 2007)
  - Première femme à traverser la manche aller-retour France-Angleterre en Windsurf dans des conditions de mer forte, vent fort 15 août 2007
  - Vice championne du monde des raids Écosse mai 2007 , après une course difficile: 550 km, 23000 dénivelé positif, autant en négatif.
- 2008
  - Élue vice-présidente du groupement national des raids créé en octobre 2008
  - Touquet Raid Amazones2e Raid International Wulong Quest en Chine (Septembre 2008)

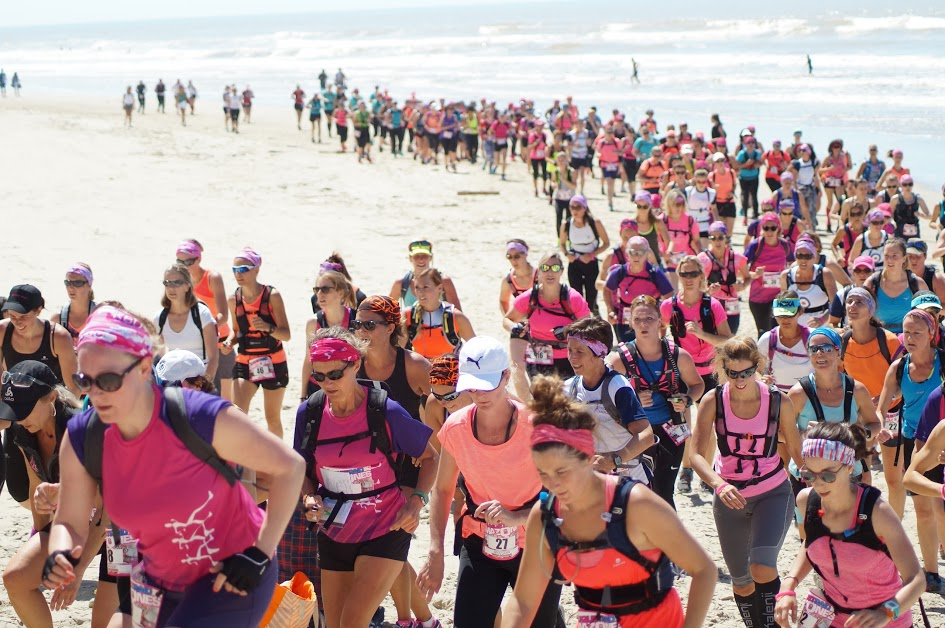
Touquet Raid Amazones

  - Vainqueur de la première édition du raid Canéo juillet/aout 2008: Versailles-Marseille, 1 100 km à pied, VTT, kayak, spéléo, canyon, équitation, bike and run, roller...
  - 2e lors de l'étape de coupe du monde des raids Ireland Turas (juin 2008 )
  - Vainqueur  de l'étape de coupe du monde des raids Espagne : la Bimbache (mai 2008 )
- 2009 :
  - Première femme et seule pilote à avoir enchaîné la course de quad (3h) et la course de moto (3h) en solo de l’Enduropale du Touquet, les 21 et 22 février 2009
  - Traversée de La Manche en kayak réussi entre Folkestone et Boulogne-sur-Mer
- 2011
  - Traversée de La Manche en catamaran avec Yvan Bourgnon. Elle devient la première femme à traverser La Manche par quatre moyens différents : la wakeboard, le funboard, le kayak et le Catamaran (septembre 2012 )
- 2012
  - 3e féminine au Marathon des Sables. Fin de sa carrière à haut niveau.
- 2013
  - Brevet de pilote d'hélicoptère sur R22.

## Distinctions
Le 15 novembre 2018, Karine Baillet est nommée au grade de chevalier dans l'ordre national du Mérite.